# August Bartelt
August Bartelt (* 28. August 1863 in Jassow b. Cammin; † 6. September 1947 in Schwerin) war Lehrer/Schulleiter, Konrektor, Organist und Heimatforscher der Stadt Ueckermünde.

## Leben
August Bartelt, Sohn eines  Stellmachers, war Schüler an der Staatlichen Präparandenanstalt in Grimmen. Nach dem Besuch des Lehrerseminars in Franzburg von 1881 bis 1884 war er bis 1887 Lehrer in Gräbnitzfelde im Landkreis Saatzig. Anschließend arbeitete er bis März 1892 als Lehrer und Küster in Tribohm im Kreis Franzburg. Danach kam er als Lehrer nach Ueckermünde und war seit 1899 Organist an der Stadtkirche. 1921 wurde er Konrektor der Schule. Er betrieb Forschungen der Pflanzenwelt und der Heimatgeschichte. Bartelt schrieb nach umfassenden Aktenstudien 1926 die Geschichte der Stadt Ueckermünde und ihrer Eigentumsortschaften und 1938 nochmals eine Abhandlung über die Stadt. Ab dem 1. Oktober 1928 war er im Ruhestand. 1936 wurde er Mitglied der Naturschutzstelle im Landkreis Ueckermünde und zog am 16. Mai 1939 nach Buchholz. 1939 wurde er Ehrenbürger der Stadt Ueckermünde. Im März 1945 floh er vor der Front zur Familie seines Sohnes nach  Friedrichshagen bei Grevesmühlen.  
August Bartelt wurde nach einem Schlaganfall in die  Nervenklinik Sachsenberg in Schwerin eingewiesen und verstarb dort. Er wurde auf dem Friedhof Sachsenberg beerdigt; das Grab ist nicht mehr vorhanden.
Ein Naturlehrpfad in der Ueckermünder Heide ist heute nach ihm benannt.

## Veröffentlichungen
- Geschichte der Stadt Ueckermünde und ihrer Eigentumsortschaften. Schneider, Ueckermünde 1926.
- Ueckermünde 1926–1936. Zehn Jahre Stadtgeschichte. Schneider, Ueckermünde 1938, urn:nbn:de:gbv:9-g-5271954.